# KBruch
KBruch és un programa informàtic per a l'entorn de finestres KDE que serveix per practicar càlculs amb fraccions. Pertany al paquet educatiu Kdeedu i es distribueix sota la Llicència Pública General (GPL). El programa subministra diferents exercicis per calcular fraccions, com factoritzacions, conversions i comparacions, comprovant les entrades de l'usuari i fent-li indicacions. Va ser programat en C++ amb el conjunt d'eines Qt per Sebastian Stein el 2002. Sol estar inclòs entre la paqueteria de la majoria de distribucions GNU/Linux.